# Ringhoffer-Pokal
Der Ringhoffer-Pokal war ein Eishockeywettbewerb, der sowohl mit dem Ball (heute als Bandy bekannt), als später auch mit der Scheibe (oder Puck, heutiges Eishockey) gespielt wurde. Er galt zeitweise als (internationale) österreichische Meisterschaft und wurde durch die Deutsche Eishockey Gesellschaft Prag ausgetragen. Der Pokal wurde von der namensgebenden Industriellenfamilie Ringhoffer gestiftet.
1913 wurde der Wettbewerb im Eishockey mit dem Ball nicht ausgetragen, da der ÖEHV eine eigene Meisterschaft ausgeschrieben hatte. Dafür wurde erstmals ein Wettbewerb für das Eishockey mit der Scheibe durchgeführt.
Bereits am 5. und 6. Jänner 1908 wurde durch den Sportklub Ruch Prag eine internationale österreichische Meisterschaft im Eishockey (nach Banda-Regeln) durchgeführt worden. Diese hatte der Leipziger SC im Finale gegen die DEHG Prag mit 13:3 gewonnen.
| Jahr | Bandy         | Eishockey                 |
| ---- | ------------- | ------------------------- |
| 1911 | DEHG Prag     | –                         |
| 1912 | Leipziger SC  | –                         |
| 1913 | –             | Berliner Schlittschuhclub |
| 1914 | Budapester EV | Berliner Schlittschuhclub |
| 1922 | –             | Berliner Schlittschuhclub |

## Austragung 1911 (Bandy)
Das Turnier wurde nach den Regeln des Deutschen Eissport-Verbands ausgetragen. Teilnehmer konnten sich bis zum 16. Januar 1911 anmelden, wobei sie eine Startgebühr von 20 Kronen (10 Kronen für ein zweites Team) zu entrichten hatten. Die Spiele auf dem Belvedere in Prag sollten ursprünglich am 2., 4 und 5. Februar stattfinden, wegen zu warmen Wetter mussten die Spiele auf den 12. Februar verschoben werden. Aus Deutschland hatten der Leipziger SC und der Berliner HC gemeldet, konnten durch die Verschiebung aber nicht teilnehmen.
| 1. Runde   | 2. Februar 1911  | DFC Prag – DEHG Prag       | 2:3 (1:2, 1:1)  |
| Halbfinale | 12. Februar 1911 | DEHG Prag – ČSS Praha II   | 8:0 (3:0, 5:0)  |
| 1. Runde   | 12. Februar 1911 | DEHG Prag II – ČSS Praha   | 1:3 (0:3, 1:0)  |
| Halbfinale | 12. Februar 1911 | ČSS Praha – AC Sparta Prag | 12:4 (5:4, 7:0) |
| Finale     | 12. Februar 1911 | ČSS Praha – DEHG Prag      | 3:4 (1:2, 2:2)  |

Meistermannschaft: Teller, Pipes, Nowak, Krumbholz, Steiner, Reska, Schreuer, Burka, Örtl

## Austragung 1912 (Bandy)
| Datum           | Uhrzeit |                                             |                 | Zuschauer |
| --------------- | ------- | ------------------------------------------- | --------------- | --------- |
|                 |         | DEHG Prag II – Leipziger SC                 | kampflos        |           |
|                 |         | SHC Karlín – CSK Vysehrad 1907              | kampflos        |           |
| 27. Januar 1912 | 15.00   | Akademicky Spolecnost Zizkow – ČSS Praha    | 3:7 (1:4, 2:3)  |           |
| 27. Januar 1912 | 16.00   | SK Slavia Praha – DFC Prag                  | 12:0 (8:0, 4:0) |           |
| 28. Januar 1912 | 9.00    | Budapester EV – Sparta Prag                 | 6:0 (3:0, 3:0)  |           |
| 28. Januar 1912 | 10.00   | Leipziger SC – ČSS Praha                    | 15:5 (9:1, 6:4) |           |
| 28. Januar 1912 | 11.00   | SK Slavia Praha – CSK Vysehrad 1907         | 9:1 (7:1, 2:0)  |           |
| 28. Januar 1912 | 12.00   | Leipziger SC – Budapesti Korcsolyázó Egylet | 5:2 (3:2, 2:0)  |           |
| 28. Januar 1912 | 15.00   | Leipziger SC – SK Slavia Prag               | 8:6 (5:3, 3:3)  | 3000      |
| 28. Januar 1912 | 16.00   | Leipziger SC – DEHG Prag I                  | 6:0 (4:0, 2:0)  |           |

Für das Spiel Leipzig – ČSS Praha wurden auch die Halbzeitergebnisse 8:2 und 7:3 gefunden.

## Austragung 1913 (Eishockey)
|            | Datum           | Ort    |                                               |                       | Schiedsrichter |
| ---------- | --------------- | ------ | --------------------------------------------- | --------------------- | -------------- |
| 1. Runde   | 1. Februar 1913 | Prag   | SK Slavia Praha – DEHG Prag                   | 3:1 (1:1, 2:0)        | Jan Pallausch  |
| 1. Runde   | 1. Februar 1913 | Prag   | ČSS Praha – DFC Prag                          | 5:0 (3:0, 2:0)        | Nowak          |
| 1. Runde   | 1. Februar 1913 | Prag   | Berliner Schlittschuhclub – ČSS Praha II      | 4:0 (1:0, 3:0)        | Erich Warmuth  |
| 1. Runde   | 2. Februar 1913 | Prag   | SC Charlottenburg – SHC Karlín                | 1:0 (0:0, 1:0)        | Jan Pallausch  |
| Halbfinale | 2. Februar 1913 | Prag   | Berliner Schlittschuhclub – ČSS Praha         | 1:0 (0:0, 1:0)        | Erich Warmuth  |
| Halbfinale | 2. Februar 1913 | Prag   | SC Charlottenburg – Slavia Praha              | 2:1 (1:1, 1:0) n.2.V. | Bruck (Berlin) |
| Finale     | 13. März 1913   | Berlin | Berliner Schlittschuhclub – SC Charlottenburg | 5:1 (3:0, 2:1)        | Krünes (DEHG)  |

## Austragung 1914 (Bandy)
| Date            | Teams                           | Score           |
| --------------- | ------------------------------- | --------------- |
| 7. Februar 1914 | ČSS Praha – DFC Prag            | 8:0             |
| 7. Februar 1914 | Budapester EV – DEHG Prag       | 5:1 (2:1, 3:0)  |
| 8. Februar 1914 | ČSS Praha II – Leipziger SC     | kampflos        |
| 8. Februar 1914 | SK Polaban Nimburg – LTC Prag   | 5:1 (2:0, 3:1)  |
| 8. Februar 1914 | Leipziger SC – ČSS Praha        | 6:2 (4:2, 2:0)  |
| 8. Februar 1914 | Budapester EV – Polaban Nimburg | 15:0 (9:0, 6:0) |
| 8. Februar 1914 | Budapester EV – Leipziger SC    | 2:1 (1:1, 1:0)  |

## Austragung 1914 (Eishockey)
|               | Datum           | Teams                                   | Score           |
| ------------- | --------------- | --------------------------------------- | --------------- |
| Viertelfinale | 3. Januar 1914  | ČSS Praha – SK Smíchov                  | 9:0             |
| 1. Runde      | 3. Januar 1914  | SK Slavia Praha – ČSS Prag II           | 10:0 (5-0, 5-0) |
| 1. Runde      | 3. Januar 1914  | MTV München von 1879 – DEHG Prag        | 5:3 (3-1, 2-2)  |
| Viertelfinale | 3. Januar 1914  | SK Slavia Prag – MTV München 1879       | 2:0 (1-0, 1-0)  |
| Halbfinale    | 3. Januar 1914  | SK Slavia Praha – CSS Prag              | abgebrochen     |
| Halbfinale    | 11. Januar 1914 | SK Slavia Prag – CSS Prag               | 3:2             |
| Finale        | 11. Januar 1914 | Berliner Schlittschuhclub – Slavia Prag | 10:2            |

## Austragung 1922 (Eishockey)
- SK Slavia Prag – ČSS Praha 5:0 (1:0)
- ČSS Praha – DEHG Prag 7:2 (2:1)
- ČSS Praha – Berliner Schlittschuhclub 0:2
- ČSS Praha – DEHG Prag 7:0
- SK Slavia Prag – Berliner Schlittschuhclub 1:4 (0:2)

### Zweite Division
- ČSS Praha II – DEHG Prag II 9:0
- ČSS Praha II – BZK 8:1
- ČSS Praha II – DEHG Prag II 10:0 (6:0)
- ČSS Praha II – SK Slavia Prag II 1:2